# 444 a.C.
Il 444 a.C. (CDXLIV a.C. in numeri romani) è un anno  del V secolo a.C.

## Eventi
- Ducezio, ex re dei Siculi, rientra in Sicilia e fonda l'odierna Caronia.
- Roma: 
  - tribuni consolari Aulo Sempronio Atratino, Tito Clelio Siculo e Lucio Atilio Lusco
  - interrex Tito Quinzio Capitolino Barbato
  - consoli Lucio Papirio Mugillano e Lucio Sempronio Atratino
  - A partire da questo anno e fino al 367 a.C. i consoli sono affiancati da tribuni militari dotati di imperium.

## Nati
- Agesilao II, sovrano e condottiero spartano († 360 a.C.)
- Antistene, filosofo greco antico († 365 a.C.)